# Vœuil-et-Giget
Vœuil-et-Giget är en kommun i departementet Charente i regionen Nouvelle-Aquitaine i västra Frankrike. Kommunen ligger  i kantonen La Couronne som ligger i arrondissementet Angoulême. År 2022 hade Vœuil-et-Giget 1 594 invånare.

## Befolkningsutveckling
Antalet invånare i kommunen Vœuil-et-Giget
Referens:INSEE